# Шабановское сельское поселение (Тюменская область)
Шабановское се́льское поселе́ние — муниципальное образование в Омутинском районе Тюменской области Российской Федерации.
Административный центр — село Шабаново.

## История
Статус и границы сельского поселения установлены Законом Тюменской области от 5 ноября 2004 года № 263 «Об установлении границ муниципальных образований Тюменской области и наделении их статусом муниципального района, городского округа и сельского поселения».

## Население
| 2010 | 2011 | 2012 | 2013 | 2014 | 2015 | 2016 |
| ---- | ---- | ---- | ---- | ---- | ---- | ---- |
| 750  | →750 | ↘738 | ↘706 | ↘680 | ↘655 | ↘647 |
| 2017 | 2018 | 2019 | 2020 | 2021 |      |      |
| ↘636 | ↘595 | ↘573 | ↘563 | ↘555 |      |      |

## Населённые пункты
В сельское поселение входят 4 населённых пункта:
| № | Населённый пункт | Тип     | Население |
| - | ---------------- | ------- | --------- |
| 1 | Русаково         | деревня | 45        |
| 2 | Слободская       | деревня | 49        |
| 3 | Сорокина         | деревня | 40        |
| 4 | Шабаново         | село    | 616       |

### Упразднённые населённые пункты
- Посёлок Кошелевский (упразднён в 2022 году)[15].